# Retour en Alexandrie
Pour plus de détails, voir Fiche technique et Distribution.
Retour en Alexandrie est une comédie dramatique suisse, française et égyptienne réalisée par Tamer Ruggli et sortie en 2023,.

## Fiche technique
Sauf indication contraire, les informations mentionnées dans cette section peuvent être confirmées par les bases de données cinématographiques IMDb et Allociné,  présentes dans la section « Liens externes ».
- Titre original : Back to Alexandria
- Réalisation : Tamer Ruggli
- Scénario : Tamer Ruggli, Marianne Brun et Yusri Nasrullah
- Musique : Pierre Funck
- Décors : Sebastian Birchler
- Costumes : Anna Van Brée
- Photographie : Thomas Hardmeier
- Son : Jürg Lempen et Grégoire Chauvot
- Montage : Thomas Hardmeier
- Production : Gérard Monier et Francine Lusser
  - Coproduction : Laurine Pelassy
- Sociétés de production : Les Films de la Capitaine
- Sociétés de distribution : À Vif Cinémas et Orange studio
- Pays de production :  France,  Suisse et  Égypte
- Langue originale : français et arabe
- Format : couleur
- Genre : Comédie dramatique
- Durée : 90 minutes
- Dates de sortie :
  - Suisse : 28 septembre 2023 (Zurich)
  - France : 
    - 3 octobre 2023 (Saint-Jean-de-Luz)
    - 22 janvier 2025 (en salles)

  - Égypte : 
    - novembre 2023 (Le Caire)
    - 18 juillet 2024 (en salles)

## Distribution
- Nadine Labaki : Sue
- Fanny Ardant : Fairouz
- Eva Monti : Bobby
- Menha Batraoui : Tante Indji
- Enaam Salousa : Saneya
- Hasan El-Adl : Reddah
- Laila Ezz El Arab : Lutfeya
- Hazem Ehab
- Laurent Deshusses : le client du Fiesta Bar